# Sală de spectacol

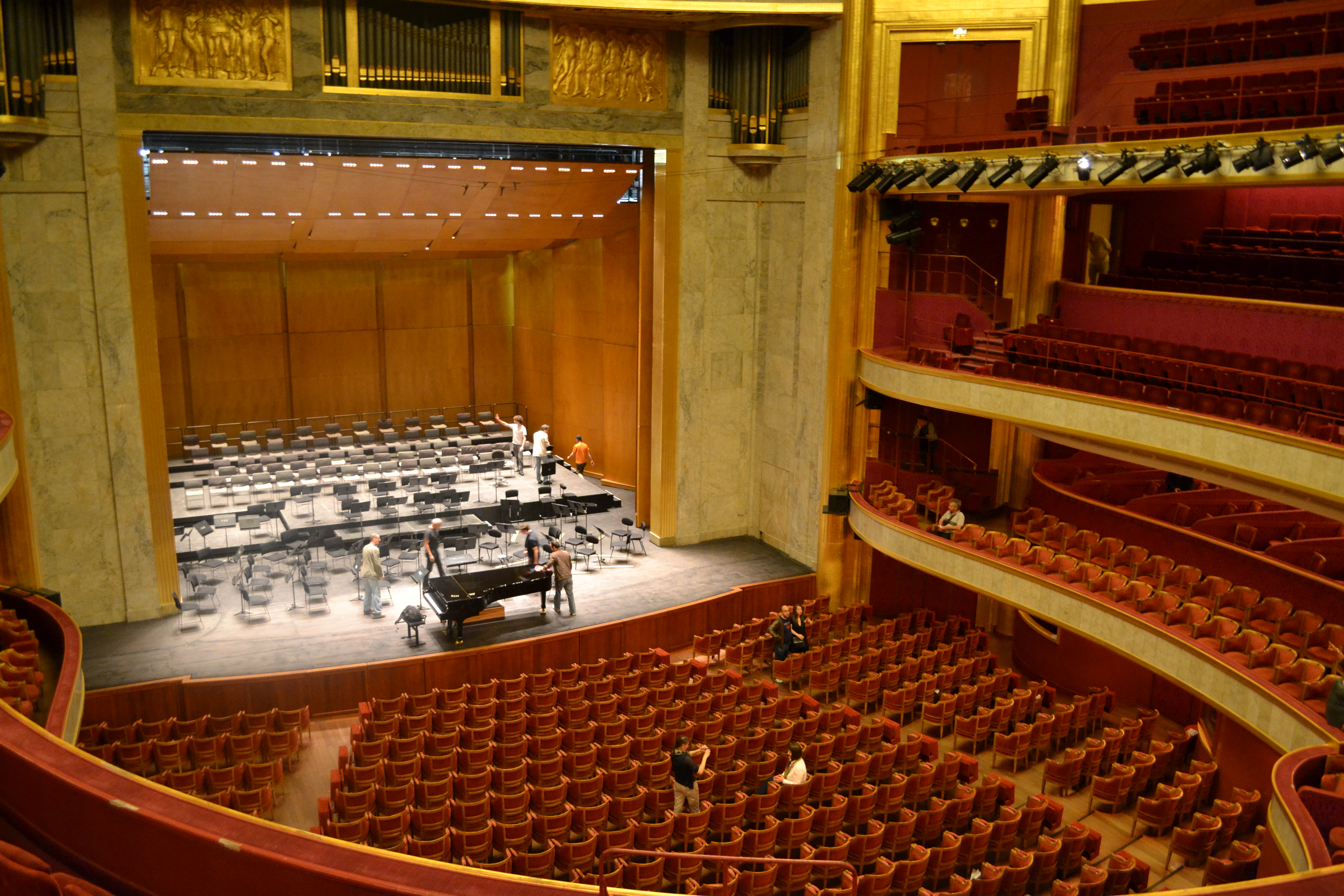
Sala de spectacole de la Théâtre des Champs-Élysées din Paris.

O sală de spectacol este o sală destinată să găzduiască reprezentații de spectacole artistice în fața unui public. 
Sălile de spectacol pot avea forme diferite în funcție de evenimentele pe care urmează să le găzduiască acolo. Ele conțin în general o platformă (estradă) pentru scenă unde are loc reprezentația artistică și scaune pe care iau loc spectatorii. Spațiul unde se află sala de spectacol poate fi atât închis, cât și deschis (în aer liber). 
O sală de spectacol nu este formată doar dintr-o scenă și scaune pentru spectatori: unele elemente pot fi scoase din sală în funcție de nevoile scenice, în timp ce alte elemente pot fi adăugate precum un spațiu de proiecție, cortine, balcoane, o fosă pentru o orchestră etc. 
Exemple de săli de spectacol: 
- rotonda circului;
- sală de cinema;
- sală de concerte;
- auditorium;
- sală de teatru;
- sală de operă;
- sală care găzduiește o prezentare de modă;
- sală polivalentă.